# کیم جو-هیوک
کیم جو -هیوک (انگلیسی: Kim Joo-hyuk; ۳ اکتبر ۱۹۷۲ – ۳۰ اکتبر ۲۰۱۷) بازیگر اهل کره جنوبی بود.
از فیلم‌ها یا برنامه‌های تلویزیونی که وی در آن نقش داشته‌است می‌توان به خدمتکار، حقیقت پنهان اشاره کرد.